# Gustav Droysen
Johann Gustav Ferdinand Droysen (10 avril 1838 à Berlin – 10 novembre 1908 à Halle-sur-Saale) est un historien prussien.

## Biographie
Il est fils de l'historien Johann Gustav Droysen et de confession luthérienne. Il étudie d'abord le droit à Iéna et Berlin, puis la philosophie et l'histoire à partir de 1860 à l’Université de Göttingen, où il est diplômé en 1862. Dans sa formation universitaire, il est marqué par son père, ainsi que par Georg Waitz et Leopold von Ranke. Après son habilitation universitaire en 1864 à Halle, il obtient un poste de professeur extraordinaire à Göttingen, et devient en 1872 professeur ordinaire d'histoire moderne à Halle où il demeure jusqu'à sa retraite en 1902. Droysen était membre de la Société orientale allemande.

## Travaux scientifiques

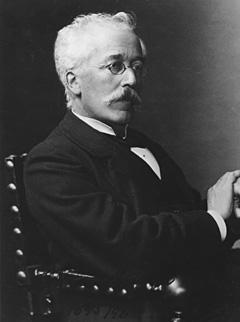
Gustav Droysen

Son principal centre d'intérêt était la Guerre de Trente Ans. 
On lui doit deux biographies : Gustave II Adolphe de Suède en 1869/70, et Bernard de Saxe-Weimar en 1885.
À partir de 1874, il édite les Halleschen Abhandlungen zur neueren Geschichte. En 1893, paraît son Histoire de la Contre-Réforme.
Il est surtout connu pour avoir édité l'Allgemeiner historischer Handatlas (1886), ainsi que pour avoir géré le musée des gravures (Kupferstichkabinett) de l'université de Halle à partir de 1884. 
Il a eu moins d'influence que son père sur les questions de méthode de la science historique, s'étant peu consacré à ces questions théoriques.

## Œuvres
- Albrecht’s I. Bemühungen um die Nachfolge im Reich, Leipzig 1862 [= Phil. Diss. Göttingen].
- Gustaf Adolf, 2 vol., Leipzig 1869-1870.
- Gustav Droysen (dir.), Gedruckte Relationen über die Schlacht bei Nördlingen 1634, Halle 1885 (= Materialien zur neueren Geschichte, Bd. 4).
- Bernhard von Weimar, 2 vol., Leipzig 1885.
- Professor G. Droysens, Allgemeiner Historischer Handatlas in sechsundneunzig Karten, mit erläuterndem Text. Ausgeführt ... unter Leitung von Richard Andree (de), Bielefeld [u.a.] 1886.
- Geschichte der Gegenreformation, Berlin 1893.
- Johann Gustav Droysen, Erster Teil: Bis zum Beginn der Frankfurter Tätigkeit, Berlin/Leipzig, 1910.